# Liechtensteiner Cup 1983/84
Der Liechtensteiner Cup 1983/84 war die 39. Austragung des Fussballpokalwettbewerbs der Herren in Liechtenstein. Der FC Balzers konnte seinen im Vorjahr gewonnenen Titel erfolgreich verteidigen.

## Teilnehmende Mannschaften
Folgende sieben Mannschaften nahmen am Liechtensteiner Cup teil:
| - FC Schaan - FC Vaduz - FC Ruggell - FC Triesenberg | - FC Balzers - USV Eschen-Mauren - FC Triesen |

## 1. Vorrunde
Der FC Balzers hatte für diese Runde ein Freilos. 
|                   | Ergebnis |            |
| ----------------- | -------- | ---------- |
| USV Eschen-Mauren | 3:1      | FC Ruggell |
| FC Triesenberg    | 1:3      | FC Triesen |
| FC Vaduz          | 2:0      | FC Schaan  |

## Halbfinale
|                   | Ergebnis |            |
| ----------------- | -------- | ---------- |
| FC Vaduz          | 3:0      | FC Triesen |
| USV Eschen-Mauren | 0:2      | FC Balzers |

## Finale
Das Finale fand am 31. Mai 1984 in Schaan statt.
| Datum      |            | Ergebnis |          |
| ---------- | ---------- | -------- | -------- |
| 31.05.1984 | FC Balzers | 2:0      | FC Vaduz |